# Жеђ каменог мора
Жеђ каменог мора (енгл. The Thirst of a Stone Sea) је дугометражни документарни филм режисера и сценаристе Владимира Перовића из 2007. године. Снимљен је у независној продукцији Владимира и Анке Перовић, уз финансијску подршку холандског фонда Јан Фрајман (хол. Jan Vrijman Fund) и Министаства културе Црне Горе. Премијерно је приказан у новембру 2007. године на „Међународном Фестивалу документарног филма“ у Амстердаму. Филм говори о животу малобројног старијег становништва у крају Цуце, најсувљем делу Катунске нахије. У овом кршевитом крају (крас, карст, крш), села су састављена од по пар кућа удаљених у својим крашким вртачама толико далеко једна од друге да се често пуцањ пушке испред једне не може чути код друге! Аутор је на сликовит начин представио особени свет југозападне Црне Горе у ком су очуване старе навике и обичаји, изолованост, недостатак пијаће воде и жена спремних да ту живе. 

## Синопсис
Камера прелази преко камените, наизглед ненастањене долине, на којој немилосрдно сија сунце. У даљини се може чути одјек звукова животиња, док старац корача кроз напуштену околину са својим импровизованим штапом. Сцене филма теку лагано, природно и стварно. Срећемо човека који прави дрвени угаљ у пећи од опеке. Још један човек прелази први део свог пута на коњу, онда везује свог коња за дрво и наставља аутом. Полако упознајемо једног по једног од неколико становника удаљене долине на југозападу Црне Горе, посматрајући их у својим дневним активностима. Они су углавном самохрани и живе од приноса своје земље и стада оваца. Документарни филм, сниман са јасном наклоношћу и дивљењем, захтева пажњу и потребно време да покаже ритам живота у овом сушним пределу, где се вода вади из дубоких бунара и где се контакт са остатком друштва састоји само од проласка аутобуса и шоферовог снабдевања мештана. У филму нема много говора. Све је обојено снажном планинском тишином и звуковима из природе и, повремено, разноликим музичким темама које се понављају и, по потреби, наглашавају драматику или духовите моменте. Један млади човек је опседнут корењем, док је једној старици боље од кад пије само кока-колу. Стари пастир који узгаја козе, лелече за херојским временима и великим људима, док други слуша фрагменте вести на радију на навијање. Једна жена је спремна да из љубави живи и у пећини. Најмоћнији човек села запослену у локалној месној канцеларији за посао има набављање динамита, мерење крвног притиска, бријање и шишање, а други сам прави нови пут голим рукама уз помоћ експлозива. У филму се сударају традиција и ново (глобалистичко) доба, 17 и 21 век, али живот овде није дошао до потпуног застоја, јер је дете дошло на свет.

## Фестивали и награде
Филм „Жеђ каменог мора“ је добио 12 награда, на укупно 36 фестивала на колико је досад учествовао. Налази се у селекцији више међународних фестивала, на „6. Зеленом филмском фестивалу“ у Сеулу, „Данима етнографског филма (DEF)“ у Љубљани, затим „Документар Ист“ у Истанбулу, на фестивалима у Кини, Петрограду и Сао Паолу. На регионалим фестивалима филм је приказиван на 13. интернационалном ТВ фестивалу „Бар 2008“ где је добио награду за најбољи документарни филм, на „београдском Фестивалу етнолошког филма“ у такмичарској конкуренцији и био међу филмовима који су привукли највише пажње публике и на највећем регионалном фестивалу документарних филмова, ЗагребДоксу. У Европи је приказан на десетак фестивала и добио је специјално признање жирија за дугометражни документарни филм „Екофилмс“ на фестивалу на Родосу, приказан је амстердамском фестивалу „IDFA“ и мадридском „Документа“. Добио је и награду на фестивалу у Лесинији у Италији, а потом, на „Фестивалу планинског филма“ у пољском граду Закопане, на ком је добио награду градоначелника, за најбољи филм који портретише најважније људске, културне или уметничке аспекте становника планина. Награда подразумева статуету „Дрвена планина“ и скроман новчани износ..
| „                        | Живописна фреска, која приказује малу планинску заједницу у Црној Гори. Беспрекорне слике и интелигентно коришћење музике, дочаравају ритам људског живота у планинама - заустављеног између традиције и модерности | ” |
| — Жири пољског фестивала | |   |

Ван Европе, филм „Жеђ каменог мора“ проглашен је за најбољи документарни филм на „27. Међународном филмском фестивалу“ у Монтевидеу, Уругвај и награђен је на филмском фестивалу у Дохи, главном граду Катара, нагардом жирија (фр. Al Jazeera Int’l Doc Fim Festival).